# Geraldo de Paula Souza
Geraldo de Paula Souza CSsR (ur. 1 listopada 1961 w Assaí) – brazylijski duchowny katolicki, biskup pomocniczy Niterói od 2022.

## Życiorys
Święcenia kapłańskie przyjął 29 sierpnia 1992 w Zgromadzeniu Najśw. Odkupiciela. Pracował głównie jako wychowawca w ośrodkach formacyjnych dla przyszłych zakonników. Był także m.in. duszpasterzem przy sanktuarium MB z Aparecidy oraz proboszczem zakonnych parafii w Lizbonie i São Paulo.
19 października 2022 papież Franciszek mianował go biskupem pomocniczym archidiecezji Niterói oraz biskupem tytularnym Tinista. Sakry udzielił mu 20 grudnia 2022 arcybiskup José Francisco Rezende Dias.